# Вайспапір Аркадій Мойсейович
Аркадій Мойсейович Вайспапір (1921, Бобровий Кут, Херсонська губернія, Українська СРР — 11 січня 2018, Київ, Україна) — один з організаторів повстання у таборі смерті «Собібор».
У 1941 році був призваний у Червону армію. Брав участь в обороні Києва, був важко поранений, перебуваючи у шпиталі потрапив у полон. 22 вересня 1943 року був відправлений до табору смерті Собібор з групою військовополонених Червоної армії єврейського походження.

## Біографія
Брав участь в організації повстання (керівник — Олександр Печерський) у концтаборі. Під час повстання загинули близько 80 осіб, 320 осіб змогли врятуватися, 150 осіб, що залишилися у таборі, були розстріляні наступного дня. В подальшому, в результаті організованого нацистами розшуку близько 270 втікачів загинули. Після втечі з концтабору служив кулеметником у партизанському загоні, розвідником у діючій армії.
У 1938 був розстріляний батько, під час війни втратив решту родини: старший брат загинув на фронті, мати, п'ятирічна сестра і всі родичі в Бобровому Куті були розстріляні нацистами.
Після війни одружився, мав двох синів. Закінчив Запорізький індустріальний інститут, працював у Луганську, Артемівську, Донецьку.
У 1994 році разом із сім'єю переїхав до Києва.